# Oude Toren (Oostelbeers)
De Oude Toren is een middeleeuwse kerktoren bij Oostelbeers in de gemeente Oirschot in de Nederlandse provincie Noord-Brabant. De toren staat midden in de velden op zo'n 700 meter buiten de dorpskom omgeven door een bosschage en een schutterswei.

## Geschiedenis
In 1207 wordt de kerk van Oostelbeers voor het eerst genoemd. Vanaf dit jaar was het patronaatsrecht in het bezit van de Abdij van Tongerlo. De kerk was enkel een kwartkerk die aan de Heilige Andreas was gewijd.
In de periode 1300-1350 werd er een nieuwe kerktoren gebouwd tegen de bestaande kerk. De bewoning rondom de kerk is dan al verdwenen.
In de 15e eeuw werd de kerk vergroot en kreeg de toren er een geleding bij. Hierbij werden de galmgaten van de derde geleding dichtgemetseld.
Vanaf 1648 werd de kerk gebruikt voor de protestantse eredienst. Dit ten gevolge van de Vrede van Münster. De katholieken kregen vanaf 1672 toestemming te beschikken over een zogeheten schuurkerk in de kom van het dorp, een kwartoer gaans van de oude kerk in het open veld. Het koor van de kerk bleef nog lange tijd in gebruik als school en, later, als vergaderruimte voor dorpsbestuur en schepenbank.
Eind 17e eeuw werd de schuurkerk vernieuwd en vergroot. Toen in 1798 de katholieken hun oude kerk terug konden krijgen was de oude kerk in zodanig slechte staat en ver van de dorpskern gelegen, dat de inwoners van Oostelbeers de kerk niet meer terug wilden. En voor zover er protestanten waren, hadden die evenmin belangstelling. 
In de eerste helft van de 19e eeuw is het gebouw gesloopt, terwijl de toren is blijven staan.
In 1968 is de kerktoren geconserveerd en deels gerestaureerd, maar kreeg daarbij geen spits meer toegevoegd. In 2023 krijgt de toren opnieuw een opknapbeurt.

## Opbouw
De toren is zonder steunberen opgetrokken in baksteen, heeft vier geledingen en wordt gedekt door een tentdak. De vier geledingen worden van elkaar gescheiden door natuurstenen waterlijsten. In de tweede geleding bevinden zich aan iedere zijde drie met een rondboogfries afgezette langwerpige spaarvelden, behalve aan de oostzijde. In de derde geleding bevinden aan iedere zijde twee dichtgemetselde spitsboogvormige galmgaten. In de vierde geleding bevinden zich aan iedere zijde twee spitsboogvormige spaarnissen met daarin per spaarnis twee gekoppelde spitsboogvormige galmgaten.
Het kerkgebouw zelf lag aan de oostzijde van de toren. In de torenmuur zijn nog duidelijk de diverse aansluitingen op het schip te zien. Tevens zijn er nog enige fundamentresten zichtbaar.

## Zie ook

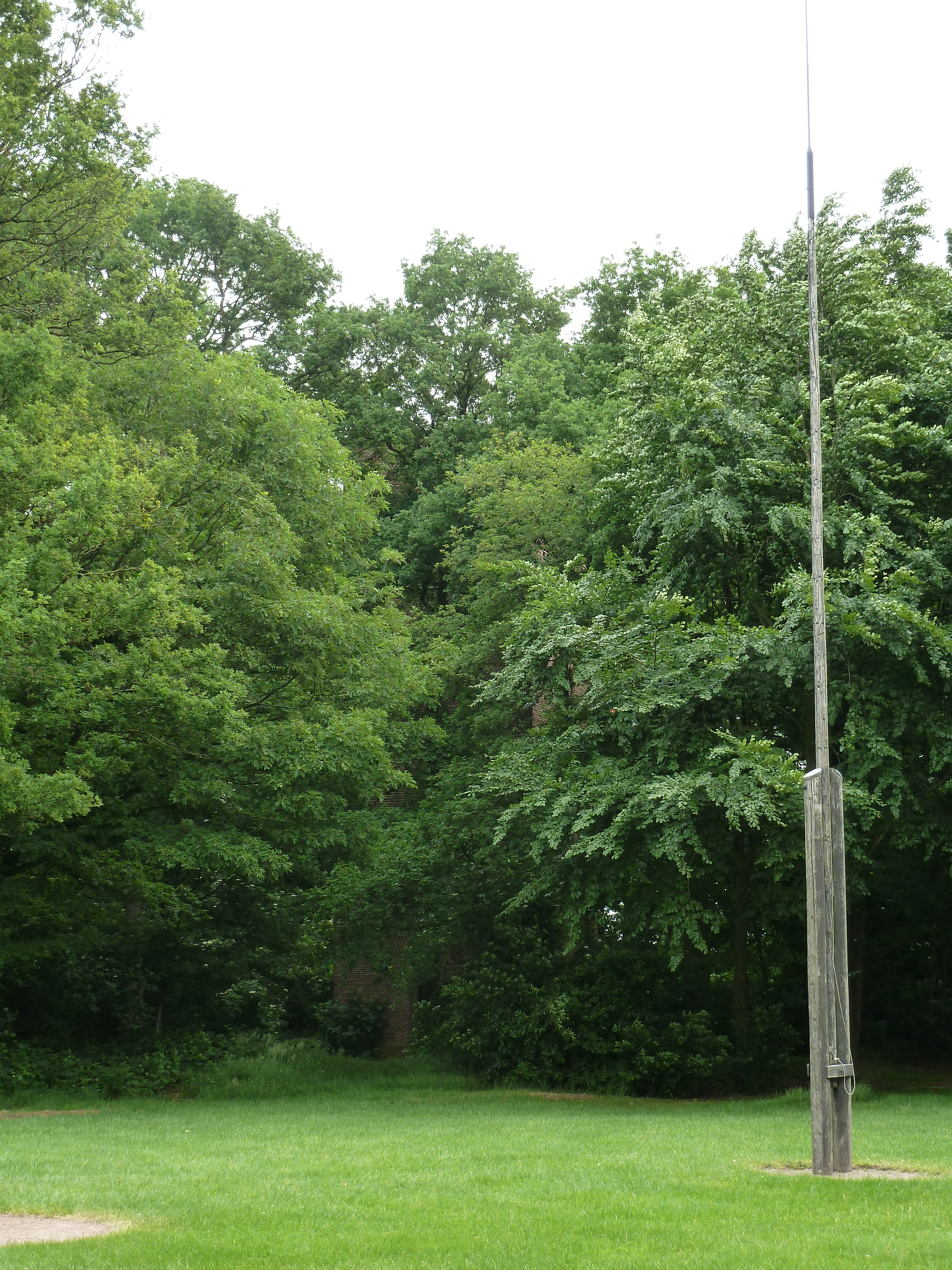
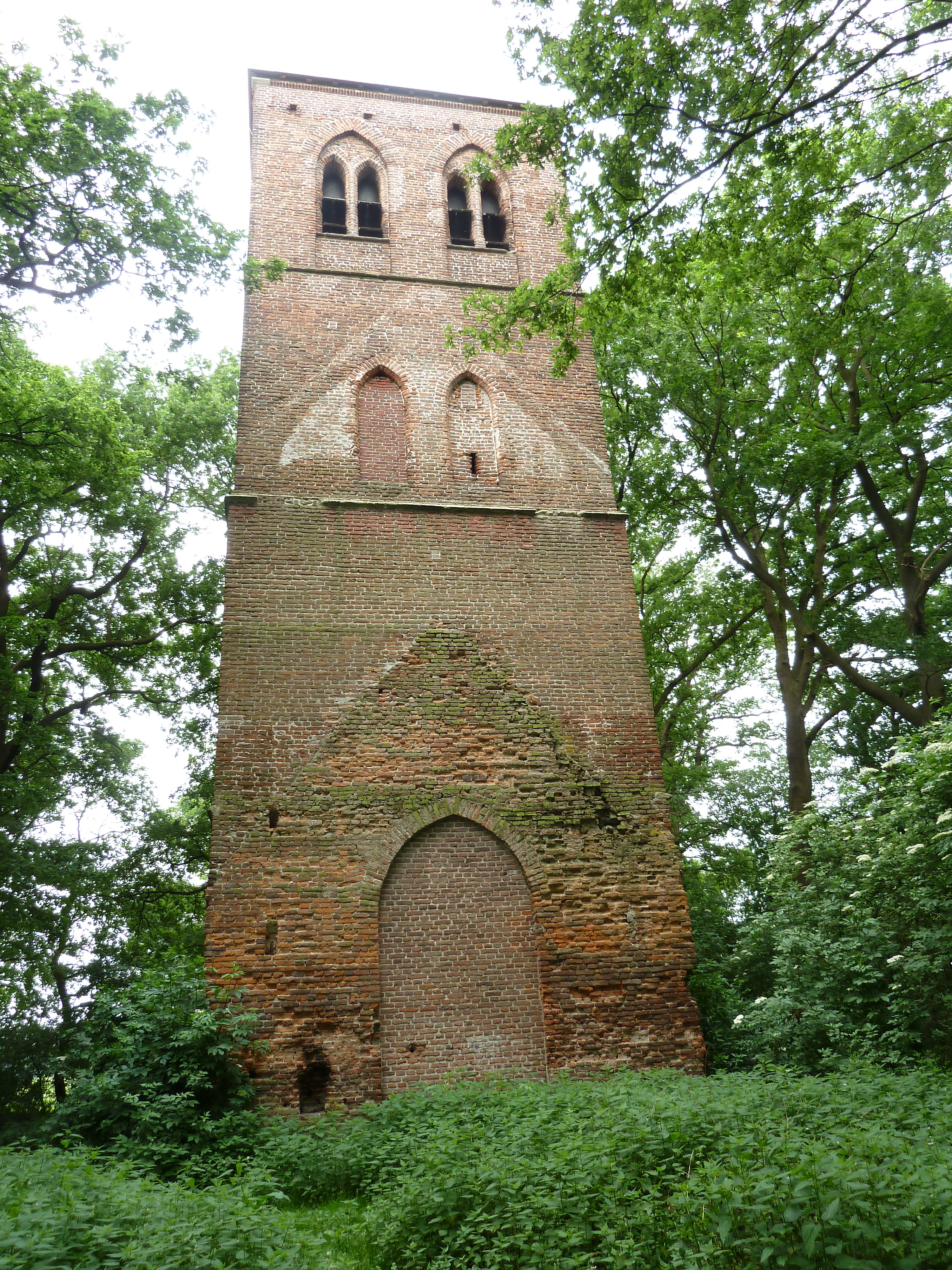